# Кантімпалос
Кантімпалос (ісп. Cantimpalos) — муніципалітет в Іспанії, у складі автономної спільноти Кастилія-і-Леон, у провінції Сеговія. Населення — 1421 особа (2010).
Муніципалітет розташований на відстані близько 80 км на північний захід від Мадрида, 13 км на північ від Сеговії.

## Демографія
Динаміка населення (INE ):